# Sauropus
Sauropus es un género de plantas con flores perteneciente a la familia Phyllanthaceae. Consiste en 40 especies de hierbas, arbustos o subarbustos que se distribuyen por el sudoeste de Asia, Malasia y Australia.

## Descripción
Las especies de Sauropus tiene hojas alternas con cortos pecíolos y pequeñas estípulas.  Las flores aparecen en inflorescencias axilares en forma  principalmente de grupos. Tiene seis segmentos el periantio dividido en 2 verticilos, las flores femeninas suelen tener mayor el perianto. En las flores masculinas el tubo del perianto tiene 3 estambres.  El fruto es de tipo baya, ovoide o globosa, y carnosa.

## Taxonomía
El género fue descrito por Carl Ludwig Blume y publicado en Bijdragen tot de flora van Nederlandsch Indië 595. 1825.

## Especies
| - Sauropus albiflorus - Sauropus amabilis - Sauropus amoebiflorous - Sauropus androgynus - Sauropus asteranthos - Sauropus bacciformis - Sauropus bicolor - Sauropus brevipes - Sauropus brunonis - Sauropus convexus - Sauropus convollerioides - Sauropus crassifolius - Sauropus discocalyx - Sauropus ditassoides - Sauropus garrettii - Sauropus glaucus - Sauropus gracilis - Sauropus granulosus - Sauropus heteroblastus - Sauropus hirsutus - Sauropus hirtellus - Sauropus kerrii | - Sauropus macranthus - Sauropus ochrophyllus - Sauropus orbicularis - Sauropus pauciflorus - Sauropus poomae - Sauropus pulchellus - Sauropus quadrangularis - Sauropus ramosissimus - Sauropus rimaphilus - Sauropus rhamnoides - Sauropus rhytidospermus - Sauropus rigens - Sauropus rostatus - Sauropus similis - Sauropus spatulifolius - Sauropus suberosus - Sauropus subterblancus - Sauropus thorelii - Sauropus thyrsiflorus - Sauropus trachyspermus - Sauropus villosus |